# 蔡英 (明朝将领)
蔡英（1433年—1497年），字仲华，顺天府宝坻县人，明朝宁夏镇左参将、昭勇将军、金吾右卫都指挥佥事。

## 生平[2]
生于宣德八年。其父蔡祥阵亡于土木堡之役，其母金氏早逝，其对继母马氏十分孝顺。成化二年，随白圭军征讨郧阳民变，于沙子岭力战破贼，因军功使其署理都指挥佥事事务。成化三年，征讨贵州山都掌叛乱，因功授金吾右卫都指挥佥事职位。成化八年，蒙古进犯榆林，蔡英时在军中，深受武靖侯赵辅赏识，然而未能亲上战场。成化十三年，受举荐，任十二团营、神机营号头官。成化十四年，驻大宁都司。成化十九年，受命令，率保定兵卒三千人前往紫荆关，援助紫荆关防守。成化二十年，充任宁夏镇左参将，驻守宁夏西部。在其于成化二十三年，因患病卸职前，所驻防区，军民和乐，蒙古军不敢进犯。闲居十年，因其不喜附庸权贵，终不得用，于是致仕还乡。弘治十年，去世。

## 家族
曾祖：
蔡完者不花，都指揮僉事
祖父：
蔡貴，都指揮僉事
父：
蔡祥，金吾右卫都指揮僉事
母：
金氏
继母：
马氏
妻：
- 原配赵氏，锦衣卫都指挥佥事文聪的女儿，封淑人，生女四
- 继室张氏，羽林前卫指挥使源的女儿
- 尚氏，开平卫千户贤的女儿，生子四，封淑人

儿：
- 嫡子：
  - 蔡霖，正德三年戊辰科武榜眼，金吾右卫都指挥佥事
  - 蔡雯
  - 蔡需，弘治十八年乙丑科进士，刑部主事
  - 蔡霆

- 庶子：

蔡露、蔡霑、蔡霔
女儿：
- 大女儿、二女儿，早卒
- 三女儿嫁金吾右卫指挥同知福铎
- 四女儿嫁锦衣卫指挥使李英

孙子：
蔡钟、蔡镛
孙女：
有两个孙女